# قلعه بحرین

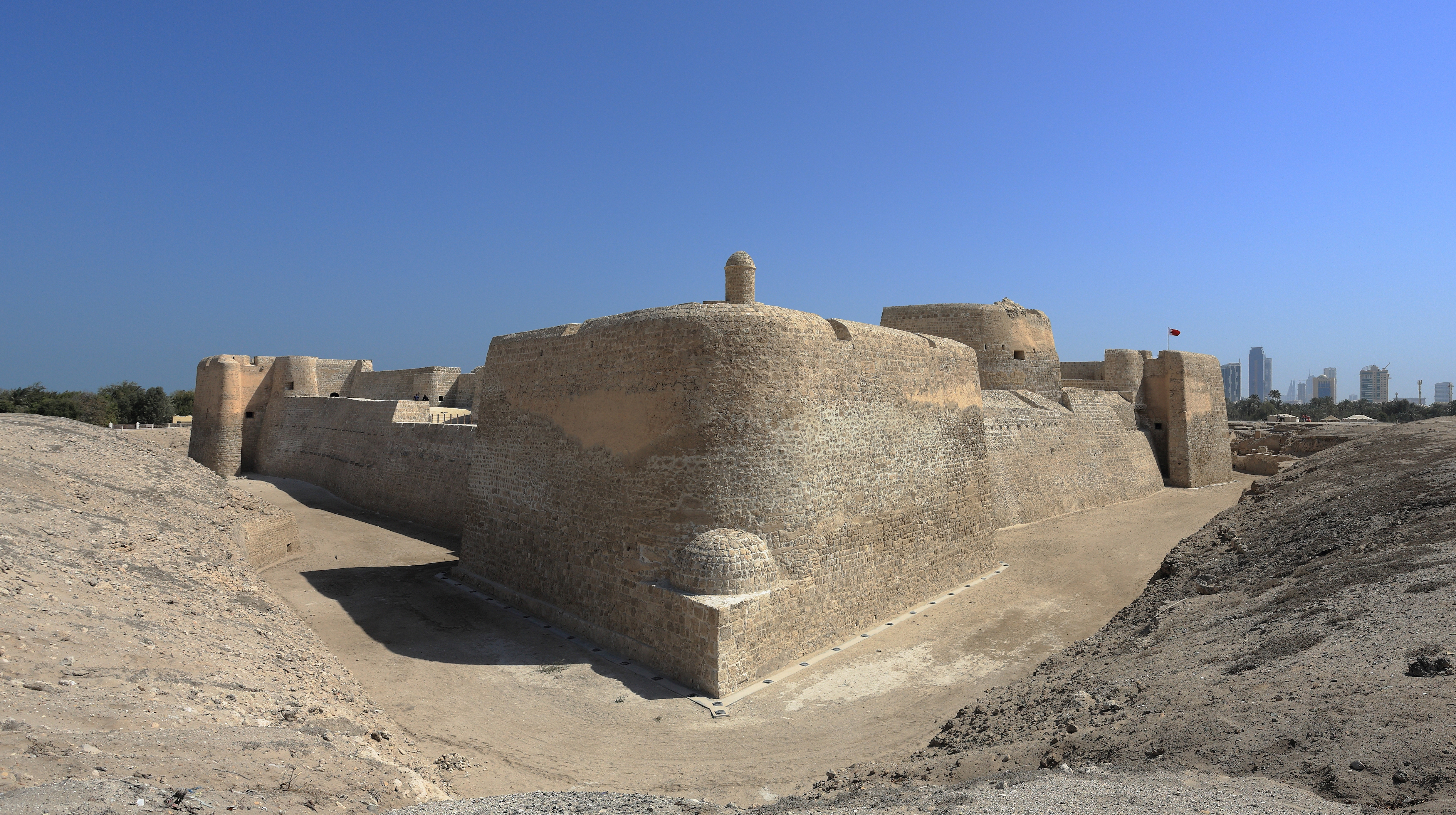
نگاره‌ای از قلعه بحرین که در سده‌های مختلف به دست دیلمونی‌ها، ایرانی‌ها و پرتغالی‌ها‌ افتاد.

قلعه بحرین به عربی ( قلعة البحرین ) نام قلعه‌ای تاریخی در کشور پادشاهی بحرین است، و یکی از نقاط دیدنی بحرین به‌شمار می‌آیند.
قلعه در سده‌های مختلف به دست دیلمونی‌ها، ایرانی‌ها و پرتغالی‌ها‌ افتاد. در سال ۱۸۹۳ میلادی قسمت گسترده‌ای از قلعه ویران می‌شود. همچنین در سال‌های ۱۹۳۲ و ۱۹۴۳ قلعه شاهد ویرانه‌هایی بوده‌است. در سال ۱۹۷۵ میلادی قلعه به دست حکومت بحرین بازسازی شده‌است.

## میراث جهانی یونسکو
در سال ۲۰۰۱ میلادی قلعهٔ بحرین توسط یونسکو به کلی تعمیر شده‌است. همچنین قلعه مزبور در سال ۲۰۰۵ میلادی در فهرست میراث جهانی یونسکو ثبت گردیده‌است.
همچنین اماکن تاریخی دیگری در کشور بحرین و جود دارد که زیر نظر سازمان یونسکو تعمیر و محافظت می‌شود. مانند: قلعه عراد و مسجد خمیس، سنگ نبشته سر در ورودی مسجد خمیس نشان می‌دهد که این مسجد در عهد خلیفه اموی عبدالملک ابن مروان بنا شده‌است.